# Lippepark (Hamm)

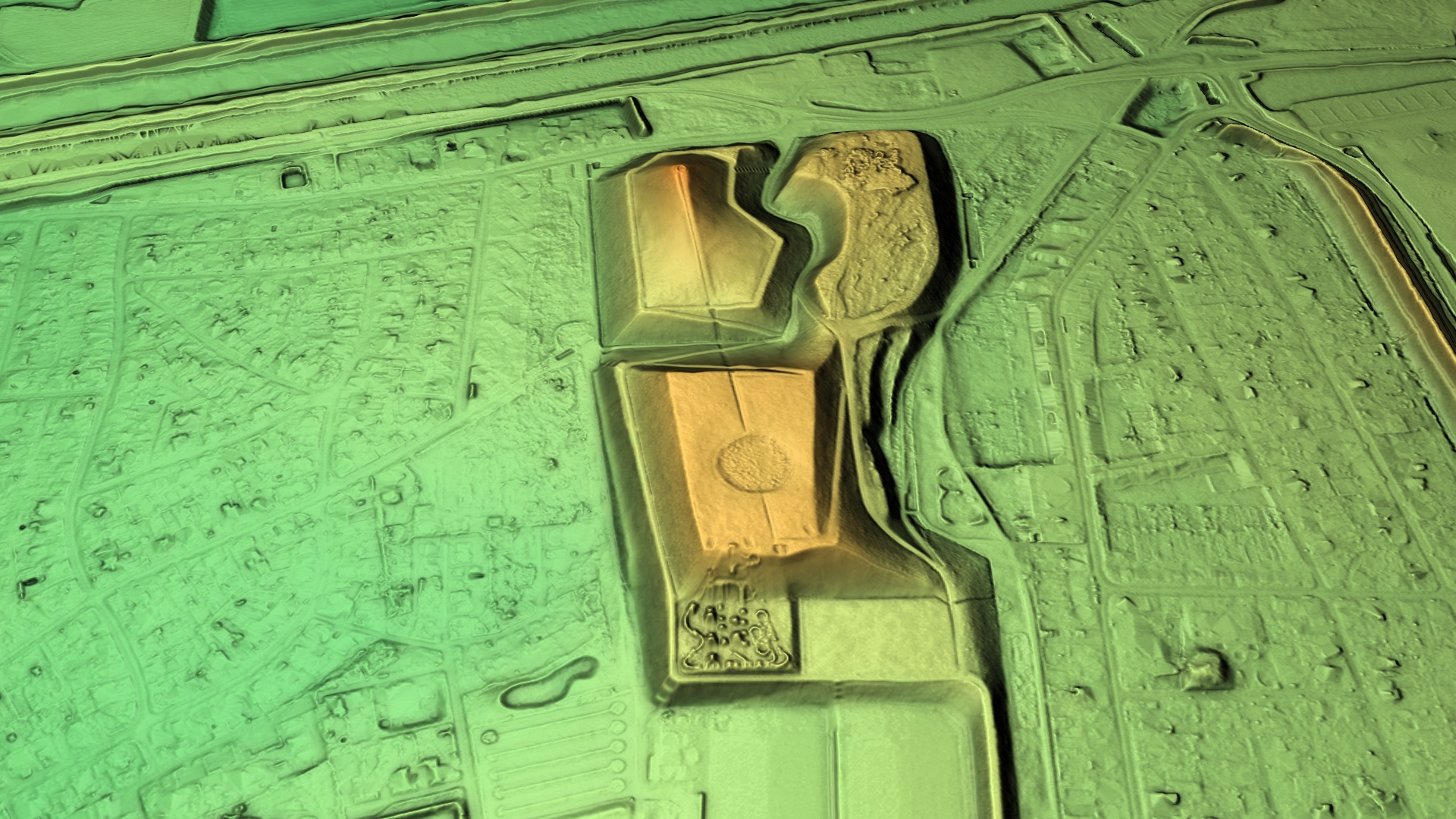
3D-Ansicht des digitalen Geländemodells

Der Lippepark ist ein Grünzug im Bereich des ehemaligen Schachts Franz Nord der Zeche de Wendel in Herringen, Hamm. Er erstreckt sich in nord-südlicher Richtung zwischen dem Datteln-Hamm-Kanal und der Dortmunder Straße. Er ist geprägt durch eine Bergehalde und zwei weitere Aufschüttungen. Die Halde wurde durch eine Aussichtsplattform aufgewertet; die Kosten wurden zu 80 Prozent vom Programm Soziale Stadt übernommen.